# Eric Jubb
Eric MacGregor Jubb (* 17. Januar 1931 in Toronto) ist ein ehemaliger kanadischer Schwimmer.

## Karriere
Jubb nahm an den Olympischen Spielen 1948 in London teil. In den Wettbewerben über 100 m Freistil und 100 m Rücken erreichte er jeweils den fünften Rang in seinem Vorlauf. Mit der Staffel über 4 × 200 m Freistil schied er als Sechster im Vorlauf aus.